# Titanoboa
Titanoboa ([ˌtaɪtənəˈbəʊə]; lit.  "titanic boa") é um gênero extinto de serpente gigante da família Boidae (que inclui todas as jiboias e sucuris), que viveu durante Paleoceno Médio (Selandiano) e Superior (Tanetiano). Titanoboa foi descoberta no início dos anos 2000 pelo Smithsonian Tropical Research Institute, que, junto com estudantes da Universidade da Flórida, recuperou 186 fósseis de Titanoboa nas minas de carvão de Cerrejón [en], no departamento de La Guajira, nordeste da Colômbia. Foi nomeada e descrita em 2009 como Titanoboa cerrejonensis, a maior serpente já encontrada até então. Inicialmente, era conhecida apenas por vértebras torácicas e costelas, mas expedições posteriores coletaram partes do crânio e dentes. Titanoboa pertence à subfamília Boinae, sendo mais próxima de outras espécies existentes em Madagascar e no Pacífico.
Titanoboa podia atingir até 12,8 m de comprimento, talvez até 14,3 m, e pesar entre 730 e 1.135 kg. A descoberta de Titanoboa cerrejonensis superou o recordista anterior, Gigantophis garstini, conhecido do Eoceno do Egito. Titanoboa evoluiu após a extinção de todos os dinossauros não avianos, sendo um dos maiores répteis a evoluir após o evento de extinção do Cretáceo-Paleogeno. Suas vértebras são muito robustas e largas, com uma forma pentagonal em vista anterior, como em outros membros da subfamília Boinae. Acredita-se que Titanoboa era um superpredador semiaquático, com uma dieta composta principalmente por peixes.

## História e nomeação

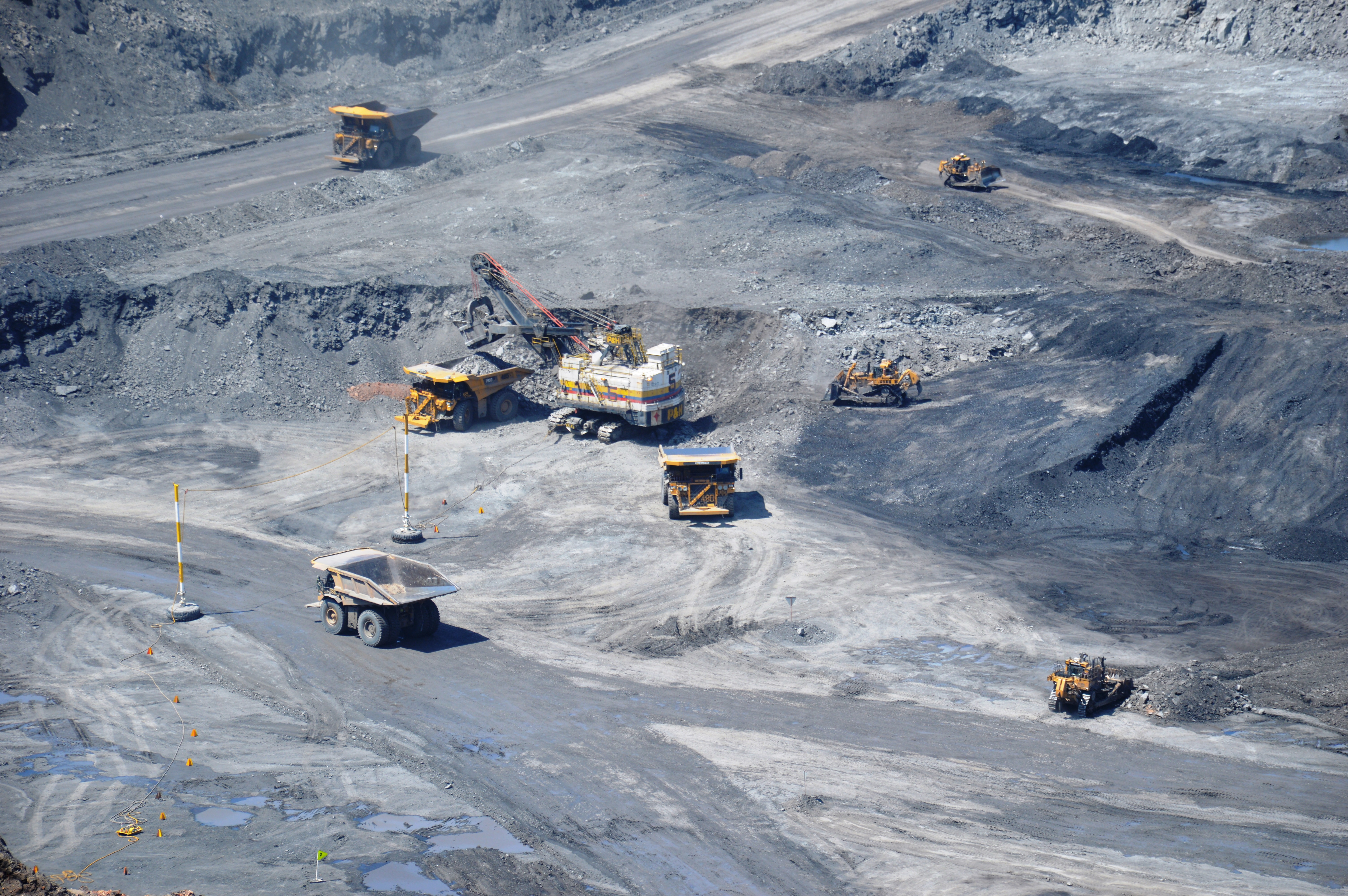
Exemplo de uma mina de carvão em en, na Colômbia, onde Titanoboa foi encontrada.

Em 2002, durante uma expedição às minas de carvão de Cerrejón em La Guajira, conduzida pela Universidade da Flórida e pelo Smithsonian Tropical Research Institute, grandes vértebras torácicas e costelas foram desenterradas pelos estudantes Jonathon Bloch e Carlos Jaramillo. Mais fósseis foram encontrados ao longo da expedição, totalizando 186 fósseis de 30 indivíduos. A expedição durou até 2004, período em que os fósseis de Titanoboa foram erroneamente identificados como de crocodilos. Esses fósseis estavam associados a outros fósseis de répteis gigantes, como tartarugas e crocodilianos, da formação Cerrejón [en], datada do Paleoceno Médio ao Superior (cerca de 60-58 milhões de anos atrás), um período logo após o evento de extinção do Cretáceo-Paleogeno. Antes dessa descoberta, poucos fósseis de vertebrados do Paleoceno haviam sido encontrados em ambientes tropicais antigos da América do Sul. Os fósseis foram transportados para o Museu de História Natural da Flórida [en], onde foram estudados e descritos por uma equipe internacional de cientistas canadenses, americanos e panamenhos, liderada por Jason J. Head da Universidade de Toronto em 2009. Os elementos da serpente foram descritos como pertencentes a uma nova serpente gigante da família Boidae, nomeada Titanoboa cerrejonensis. O nome do gênero deriva da palavra grega "Titan" combinada com Boa, o gênero-tipo da família Boidae. O nome da espécie refere-se à região de Cerrejón, de onde é conhecida. O holótipo designado é uma única vértebra dorsal, catalogada como UF/IGM 1, usada por Head et al. (2009) para estimativas iniciais do tamanho de T. cerrejonensis.
Outra expedição a Cerrejón, iniciada em 2011, encontrou mais fósseis de Titanoboa. Notavelmente, o grupo retornou com três crânios desarticulados de Titanoboa, tornando-a uma das poucas serpentes fósseis com material craniano preservado. Eles estavam associados a material pós-craniano, confirmando sua atribuição à espécie. Embora os crânios permaneçam não descritos, um artigo da BBC em 2012 e um resumo na Sociedade de Paleontologia de Vertebrados foram publicados. Um documentário sobre o animal, intitulado Titanoboa: Monster Snake, foi exibido em 2012, além de uma exposição itinerante com o mesmo nome, que durou de 2013 a 2018. Em 2023, algumas vértebras do espécime referido UF/IGM 16 foram reatribuídas a um membro indeterminado da família Palaeophiidae [en].

## Descrição

### Tamanho

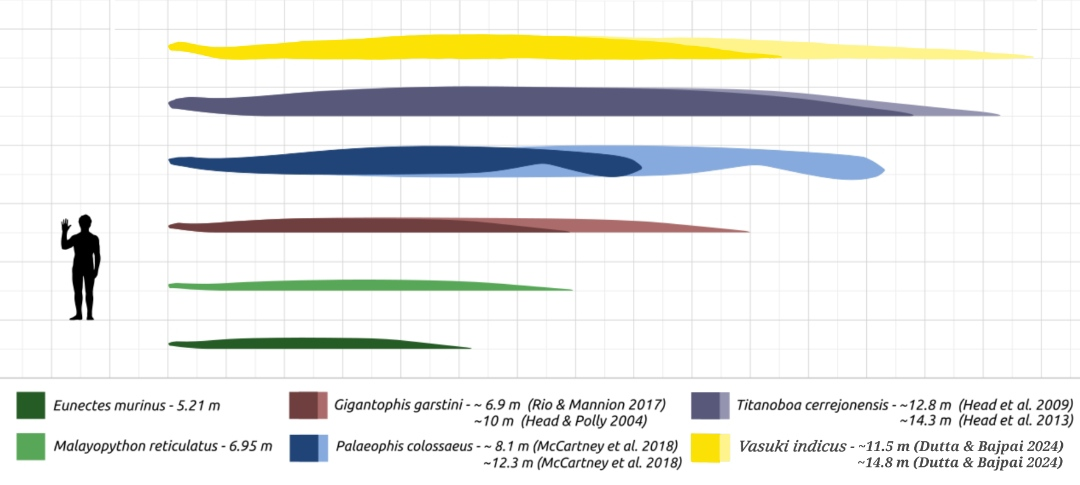
Comparação de tamanho de Titanoboa com o humano moderno, en, Gigantophis, píton-reticulada e sucuri-verde.

Com base no tamanho das vértebras, Titanoboa é a maior serpente no registro paleontológico. Em constritores modernos, como espécimes das famílias Boidae e Pythonidae, o aumento do tamanho corporal é alcançado por vértebras maiores, em vez de um aumento no número de ossos do esqueleto, permitindo estimativas de comprimento com base em ossos individuais. Comparando as vértebras não distorcidas de Titanoboa com o esqueleto de jiboias modernas, Head e colegas descobriram que os espécimes analisados correspondem a uma posição na segunda metade da coluna vertebral pré-cloacal, aproximadamente 60 a 65% a partir das duas primeiras vértebras do pescoço. Usando esse método, as estimativas iniciais de tamanho propuseram um comprimento corporal total de aproximadamente 12,82 m (± 2,18 m). O peso foi determinado comparando Titanoboa com a sucuri-verde e a Python natalensis [en], resultando em um peso entre 652 e 1.819 kg (estimativa média de 1.135 kg). Essas estimativas superam em muito as maiores serpentes modernas, a sucuri-verde e a píton-reticulada, assim como o recordista anterior, Gigantophis. Em 2024, Vasuki indicus [en], um gênero da família Madtsoiidae [en], foi descrito como a serpente mais longa do mundo, superando até mesmo Titanoboa. Embora as dimensões vertebrais de Vasuki sejam menores que as de Titanoboa (estimada em 12,8 m ± 2,2 m), as maiores estimativas de comprimento indicam um corpo mais longo para Vasuki. A existência de oito espécimes adicionais de tamanho semelhante ao usado nesses cálculos sugere que Titanoboa alcançava tais proporções massivas regularmente. A descoberta posterior de material craniano permitiu estimativas de tamanho baseadas nas proporções de comprimento do crânio em relação ao corpo. Aplicando proporções de sucuri ao crânio de 40 cm de Titanoboa, resulta em um comprimento corporal total de cerca de 14,3 m (± 1,28 m). Em 2016, Feldman e colegas estimaram que um indivíduo de 12,8 m pesaria no máximo 730 kg, com base em sua equação para estimar o tamanho corporal de indivíduos da família Boidae.

### Anatomia

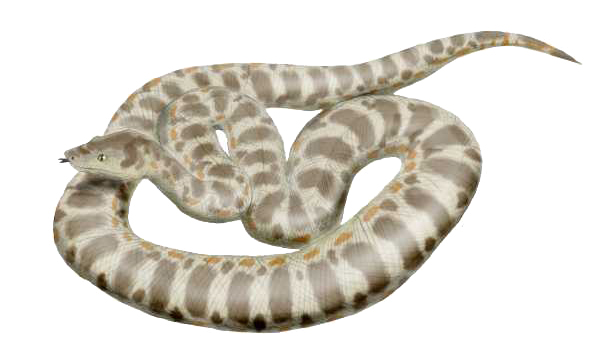
Paleoarte.

Muitos dos fósseis de Titanoboa são incompletos ou não descritos, consistindo principalmente de vértebras torácicas localizadas antes da cloaca. Ela possui as mesmas características de outros membros de sua família e, especialmente, de Boa, como um processo articular curto e apontando para trás nessas vértebras. No entanto, as serpentes de Titanoboa são distintas por serem muito robustas e com uma espinha neural em forma de T única. A espinha neural também tem uma margem posterior expandida e um processo anterior fino, em forma de lâmina. Ela também apresenta forames (pequenos orifícios no osso) muito menores em seu centro e lados laterais, ao contrário de muitos outros membros de sua família.
O crânio é descrito brevemente em um resumo de 2013. Segundo ele, Titanoboa tem uma alta quantidade de posições de dentes palatinos e marginais em comparação com outros membros de Boidae. O osso quadrado está orientado em um ângulo baixo, e a articulação do palatino ao pterigoide e do pterigoide ao quadrado é fortemente reduzida, uma característica ausente em seus parentes. Os dentes em si são fracamente anquilosados, ou seja, não estão fortemente conectados ao osso da mandíbula.

## Classificação
Titanoboa é classificada na família Boidae, uma família de serpentes constritoras que evoluiu durante o Cretáceo Superior nas Américas. Eles são um grupo amplamente distribuído, com seis subfamílias encontradas em quase todos os continentes, com Titanoboa pertencendo à subfamília Boinae com base na morfologia das vértebras. Todos os gêneros conhecidos são das Américas, alcançando ao norte até o México e as Antilhas, e ao sul até a Argentina. Titanoboa é também o único gênero da subfamília Boinae extinto conhecido; todos os outros gêneros de Boinae ainda estão vivos.
O material craniano confirmou a colocação inicial de Titanoboa na subfamília, agora também apoiada pela coana palatina reduzida. O resumo de 2013 recuperou Titanoboa como próxima de táxons das ilhas do Pacífico e Madagascar, conectando gêneros do Velho e do Novo Mundo e sugerindo que as duas linhagens divergiram no mais tardar no Paleoceno. Esse resultado foi corroborado por um estudo em 2015.
O cladograma abaixo segue a análise filogenética de 2015:

|  | Corallus priscus [en] |
|  |                       |
|  | Corallus existentes   |
|  |                       |

|  | Epicrates                                                                      |
|  |                                                                                |
|  | \| \| Eunectes stirtoni [en] \| \| \| \| \| \| Eunectes existentes \| \| \| \| |
|  |                                                                                |
|  | Eunectes stirtoni [en]                                                         |
|  |                                                                                |
|  | Eunectes existentes                                                            |
|  |                                                                                |

|  | Eunectes stirtoni [en] |
|  |                        |
|  | Eunectes existentes    |
|  |                        |

|  | Epicrates                                                                      |
|  |                                                                                |
|  | \| \| Eunectes stirtoni [en] \| \| \| \| \| \| Eunectes existentes \| \| \| \| |
|  |                                                                                |
|  | Eunectes stirtoni [en]                                                         |
|  |                                                                                |
|  | Eunectes existentes                                                            |
|  |                                                                                |

|  | Eunectes stirtoni [en] |
|  |                        |
|  | Eunectes existentes    |
|  |                        |

|  | Corallus priscus [en] |
|  |                       |
|  | Corallus existentes   |
|  |                       |

|  | Epicrates                                                                      |
|  |                                                                                |
|  | \| \| Eunectes stirtoni [en] \| \| \| \| \| \| Eunectes existentes \| \| \| \| |
|  |                                                                                |
|  | Eunectes stirtoni [en]                                                         |
|  |                                                                                |
|  | Eunectes existentes                                                            |
|  |                                                                                |

|  | Eunectes stirtoni [en] |
|  |                        |
|  | Eunectes existentes    |
|  |                        |

|  | Epicrates                                                                      |
|  |                                                                                |
|  | \| \| Eunectes stirtoni [en] \| \| \| \| \| \| Eunectes existentes \| \| \| \| |
|  |                                                                                |
|  | Eunectes stirtoni [en]                                                         |
|  |                                                                                |
|  | Eunectes existentes                                                            |
|  |                                                                                |

|  | Eunectes stirtoni [en] |
|  |                        |
|  | Eunectes existentes    |
|  |                        |

|  | Corallus priscus [en] |
|  |                       |
|  | Corallus existentes   |
|  |                       |

|  | Epicrates                                                                      |
|  |                                                                                |
|  | \| \| Eunectes stirtoni [en] \| \| \| \| \| \| Eunectes existentes \| \| \| \| |
|  |                                                                                |
|  | Eunectes stirtoni [en]                                                         |
|  |                                                                                |
|  | Eunectes existentes                                                            |
|  |                                                                                |

|  | Eunectes stirtoni [en] |
|  |                        |
|  | Eunectes existentes    |
|  |                        |

|  | Epicrates                                                                      |
|  |                                                                                |
|  | \| \| Eunectes stirtoni [en] \| \| \| \| \| \| Eunectes existentes \| \| \| \| |
|  |                                                                                |
|  | Eunectes stirtoni [en]                                                         |
|  |                                                                                |
|  | Eunectes existentes                                                            |
|  |                                                                                |

|  | Eunectes stirtoni [en] |
|  |                        |
|  | Eunectes existentes    |
|  |                        |

|  | Corallus priscus [en] |
|  |                       |
|  | Corallus existentes   |
|  |                       |

|  | Epicrates                                                                      |
|  |                                                                                |
|  | \| \| Eunectes stirtoni [en] \| \| \| \| \| \| Eunectes existentes \| \| \| \| |
|  |                                                                                |
|  | Eunectes stirtoni [en]                                                         |
|  |                                                                                |
|  | Eunectes existentes                                                            |
|  |                                                                                |

|  | Eunectes stirtoni [en] |
|  |                        |
|  | Eunectes existentes    |
|  |                        |

|  | Epicrates                                                                      |
|  |                                                                                |
|  | \| \| Eunectes stirtoni [en] \| \| \| \| \| \| Eunectes existentes \| \| \| \| |
|  |                                                                                |
|  | Eunectes stirtoni [en]                                                         |
|  |                                                                                |
|  | Eunectes existentes                                                            |
|  |                                                                                |

|  | Eunectes stirtoni [en] |
|  |                        |
|  | Eunectes existentes    |
|  |                        |

|  | Corallus priscus [en] |
|  |                       |
|  | Corallus existentes   |
|  |                       |

|  | Epicrates                                                                      |
|  |                                                                                |
|  | \| \| Eunectes stirtoni [en] \| \| \| \| \| \| Eunectes existentes \| \| \| \| |
|  |                                                                                |
|  | Eunectes stirtoni [en]                                                         |
|  |                                                                                |
|  | Eunectes existentes                                                            |
|  |                                                                                |

|  | Eunectes stirtoni [en] |
|  |                        |
|  | Eunectes existentes    |
|  |                        |

|  | Epicrates                                                                      |
|  |                                                                                |
|  | \| \| Eunectes stirtoni [en] \| \| \| \| \| \| Eunectes existentes \| \| \| \| |
|  |                                                                                |
|  | Eunectes stirtoni [en]                                                         |
|  |                                                                                |
|  | Eunectes existentes                                                            |
|  |                                                                                |

|  | Eunectes stirtoni [en] |
|  |                        |
|  | Eunectes existentes    |
|  |                        |

|  | Corallus priscus [en] |
|  |                       |
|  | Corallus existentes   |
|  |                       |

|  | Epicrates                                                                      |
|  |                                                                                |
|  | \| \| Eunectes stirtoni [en] \| \| \| \| \| \| Eunectes existentes \| \| \| \| |
|  |                                                                                |
|  | Eunectes stirtoni [en]                                                         |
|  |                                                                                |
|  | Eunectes existentes                                                            |
|  |                                                                                |

|  | Eunectes stirtoni [en] |
|  |                        |
|  | Eunectes existentes    |
|  |                        |

|  | Epicrates                                                                      |
|  |                                                                                |
|  | \| \| Eunectes stirtoni [en] \| \| \| \| \| \| Eunectes existentes \| \| \| \| |
|  |                                                                                |
|  | Eunectes stirtoni [en]                                                         |
|  |                                                                                |
|  | Eunectes existentes                                                            |
|  |                                                                                |

|  | Eunectes stirtoni [en] |
|  |                        |
|  | Eunectes existentes    |
|  |                        |

|  | Corallus priscus [en] |
|  |                       |
|  | Corallus existentes   |
|  |                       |

|  | Epicrates                                                                      |
|  |                                                                                |
|  | \| \| Eunectes stirtoni [en] \| \| \| \| \| \| Eunectes existentes \| \| \| \| |
|  |                                                                                |
|  | Eunectes stirtoni [en]                                                         |
|  |                                                                                |
|  | Eunectes existentes                                                            |
|  |                                                                                |

|  | Eunectes stirtoni [en] |
|  |                        |
|  | Eunectes existentes    |
|  |                        |

|  | Epicrates                                                                      |
|  |                                                                                |
|  | \| \| Eunectes stirtoni [en] \| \| \| \| \| \| Eunectes existentes \| \| \| \| |
|  |                                                                                |
|  | Eunectes stirtoni [en]                                                         |
|  |                                                                                |
|  | Eunectes existentes                                                            |
|  |                                                                                |

|  | Eunectes stirtoni [en] |
|  |                        |
|  | Eunectes existentes    |
|  |                        |

|  | Corallus priscus [en] |
|  |                       |
|  | Corallus existentes   |
|  |                       |

|  | Epicrates                                                                      |
|  |                                                                                |
|  | \| \| Eunectes stirtoni [en] \| \| \| \| \| \| Eunectes existentes \| \| \| \| |
|  |                                                                                |
|  | Eunectes stirtoni [en]                                                         |
|  |                                                                                |
|  | Eunectes existentes                                                            |
|  |                                                                                |

|  | Eunectes stirtoni [en] |
|  |                        |
|  | Eunectes existentes    |
|  |                        |

|  | Epicrates                                                                      |
|  |                                                                                |
|  | \| \| Eunectes stirtoni [en] \| \| \| \| \| \| Eunectes existentes \| \| \| \| |
|  |                                                                                |
|  | Eunectes stirtoni [en]                                                         |
|  |                                                                                |
|  | Eunectes existentes                                                            |
|  |                                                                                |

|  | Eunectes stirtoni [en] |
|  |                        |
|  | Eunectes existentes    |
|  |                        |

## Paleobiologia

### Dieta
Inicialmente, pensava-se que Titanoboa agia como uma sucuri moderna, com base em seu tamanho e no ambiente em que vivia, com pesquisadores sugerindo que ela poderia se alimentar da fauna local de crocodilomorfos. No entanto, no resumo de 2013, Jason Head e colegas observaram que o crânio dessa serpente apresenta múltiplas adaptações a uma dieta ictiófaga, incluindo a anatomia do palato, a contagem de dentes e a anatomia dos próprios dentes. Essas adaptações não são vistas em outros membros de Boidae, mas se assemelham às de serpentes modernas da superfamília Colubroidea com dieta ictiófaga. Esse estilo de vida seria suportado pelos extensos rios do Paleoceno na Colômbia, assim como pelos peixes fósseis (dipnoicos e peixes da ordem Osteoglossomorpha) recuperados da formação.

### Habitat
Devido ao clima de estufa quente e úmido do Paleoceno, a região onde hoje fica Cerrejón era uma planície costeira coberta por florestas tropicais úmidas com grandes sistemas fluviais, habitados por vários animais de água doce. Entre os répteis nativos estão três gêneros diferentes da família Dyrosauridae [en], crocodilomorfos que sobreviveram ao evento de extinção do Cretáceo-Paleogeno independentemente dos crocodilianos modernos. Os gêneros que coexistiram com Titanoboa incluíam o grande e de focinho esguio Acherontisuchus [en], o de tamanho médio, mas de cabeça larga, Anthracosuchus [en], e o relativamente pequeno Cerrejonisuchus. Tartarugas também prosperaram nos pântanos tropicais do Paleoceno na Colômbia, dando origem a várias espécies de tamanho considerável, como Cerrejonemys [en] e Carbonemys.
As florestas tropicais da formação Cerrejón espelham as florestas tropicais modernas em relação às famílias que compõem a maior parte da vegetação. No entanto, ao contrário das florestas tropicais modernas, essas florestas do Paleoceno tinham menos espécies. Embora seja possível que essa baixa diversidade seja resultado da natureza pantanosa do ambiente de deposição, amostras de outras localidades no mesmo período sugerem que todas as florestas que surgiram logo após a extinção em massa do Cretáceo-Paleógeno tinham composição semelhante. Isso indica que a baixa diversidade vegetal da época foi uma consequência direta da extinção em massa precedente. Plantas encontradas nessas florestas do Paleoceno incluem a samambaia flutuante Salvinia e vários gêneros de Zingiberales e Araceae.

### Implicações climáticas

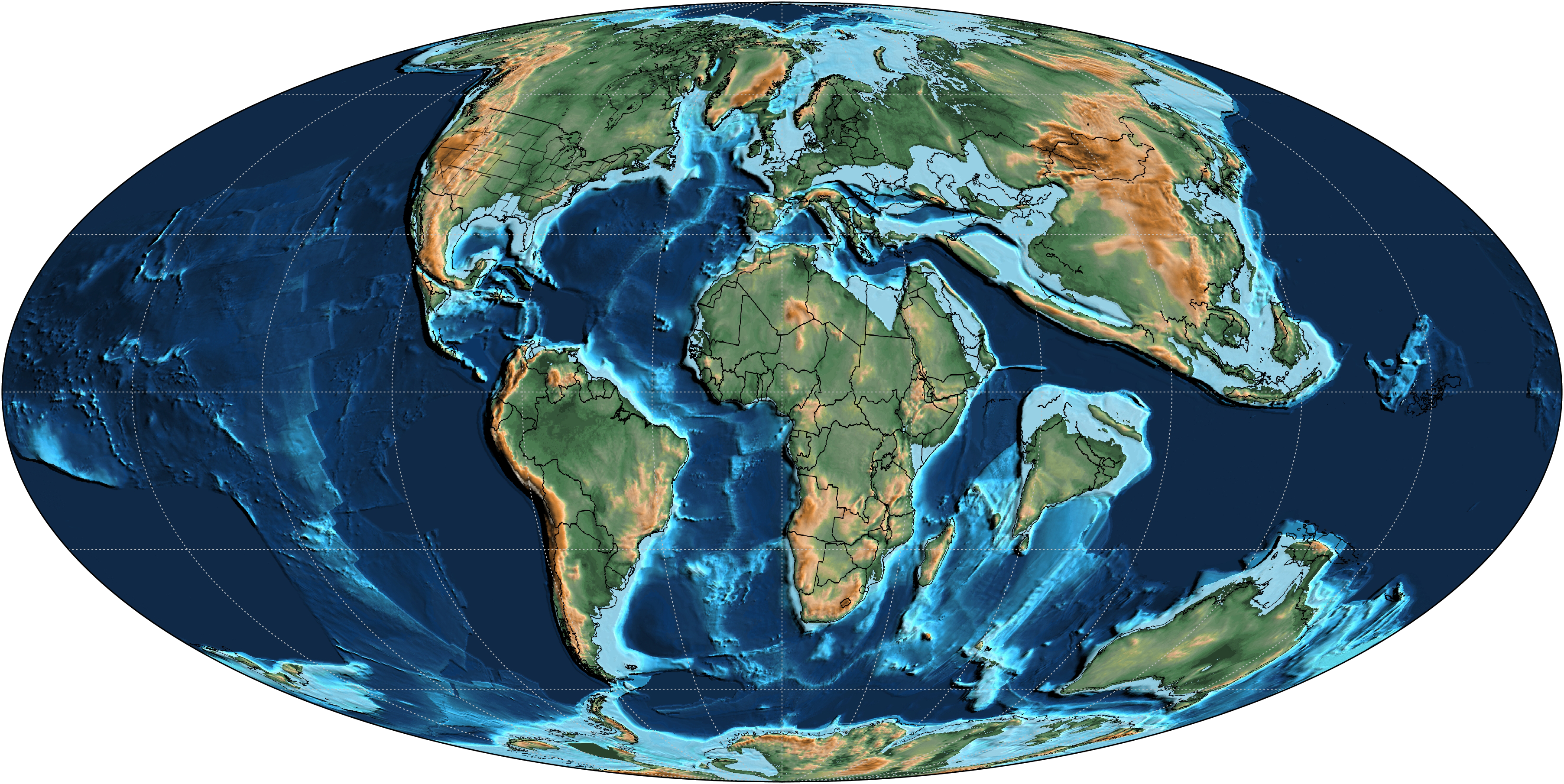
Terra durante o Paleoceno, quando Titanoboa viveu.

Na descrição do tipo de 2009, Head e colegas correlacionam o gigantismo observado em Titanoboa com as condições climáticas de seu ambiente. A temperatura interna e o metabolismo de Titanoboa dependiam fortemente da temperatura ambiente, que, por sua vez, afetava o tamanho do animal. Assim, grandes animais ectotérmicos são tipicamente encontrados nos trópicos e diminuem de tamanho à medida que se afastam do equador. Seguindo essa correlação, os autores sugerem que a temperatura média anual pode ser calculada comparando o tamanho corporal máximo de animais em duas localidades. Com base na relação entre as temperaturas nos neotrópicos modernos e o comprimento máximo das sucuris, Head e colegas calcularam uma temperatura média anual de pelo menos 32–33 °C para a região equatorial do Paleoceno na América do Sul. Essas estimativas são consistentes com um clima quente do Paleoceno, como sugerido por um estudo publicado em 2003, e ligeiramente superiores (1–5 °C) às estimativas derivadas dos isótopos de oxigênio de plâncton foraminífero. Embora essas estimativas excedam as temperaturas das florestas tropicais modernas, o artigo argumentou que o aumento na temperatura era equilibrado por maiores quantidades de chuva.
No entanto, essa conclusão foi questionada por vários pesquisadores após a publicação do artigo. J. M. Kale Sniderman usou a mesma metodologia de Head e colegas no Pleistoceno lagarto-monitor Varanus priscus, comparando-o ao dragão-de-komodo atual. Sniderman calcula que, seguindo esse método, os trópicos modernos deveriam suportar lagartos muito maiores do que os observados hoje, ou, inversamente, que Varanus priscus é muito maior do que o implicado pela temperatura ambiente de sua área nativa. Conclui-se que as florestas tropicais do Paleoceno podem não ter sido mais quentes do que as atuais e que o tamanho massivo de Titanoboa e Varanus priscus pode ser, em vez disso, resultado da falta de competição significativa com mamíferos. Mark W. Denny, Brent L. Lockwood e George N. Somero também discordaram da conclusão de Head, observando que, embora esse método seja aplicável a animais menores, ele não é constante em todas as faixas de tamanho. Como o equilíbrio térmico é alcançado pela relação entre volume e área de superfície, eles argumentam que o grande tamanho de Titanoboa, combinado com as altas temperaturas propostas por Head et al., significaria que o animal superaqueceria facilmente se descansasse em um estado enrolado. Os autores concluem que vários fatores-chave influenciam a relação entre Titanoboa e a temperatura da área que habitava. Posturas variadas poderiam ajudar a resfriar, se necessário, o comportamento de aquecimento ou absorção de calor pelo substrato são desconhecidos, e a natureza potencialmente semiaquática do animal cria fatores adicionais a considerar. Por fim, Denny e colegas argumentam que a natureza da serpente gigante a torna um indicador pobre para o clima do Paleoceno e que a temperatura média anual deve ter sido 4 a 6 °C mais fria do que a estimativa atual.
Essas questões, junto com ajustes sugeridos por Makarieva, foram abordadas por Head e sua equipe no mesmo ano, argumentando que Denny e colegas entenderam mal o modelo proposto. Eles retrucam que o método considera a variação causada pelo tamanho corporal e que, além disso, é baseado nas maiores serpentes existentes, tornando-o um método apropriado. Eles também adicionam que os resultados recuperados são consistentes com grandes serpentes existentes, que também são conhecidas por realizar termorregulação por comportamento. A proposta de Sniderman de que a correlação entre tamanho corporal e temperatura é inconsistente com lagartos monitores modernos é abordada de duas maneiras. Primeiro, Head argumenta que os dragões-de-komodo são uma má analogia, pois são geograficamente restritos às ilhas da Indonésia, limitando o tamanho que poderiam atingir, enquanto tanto as sucuris-verdes quanto Titanoboa são animais continentais. Em segundo lugar, a resposta observa que as estimativas de tamanho utilizadas para Varanus priscus são superestimadas e pouco confiáveis, sendo baseadas em relatórios secundários que não correspondem a estimativas mais bem suportadas, indicando uma faixa de 2,19–4,7 m para o monitor.

## Titanoboa cerrejonensis
Titanoboa cerrejonensis foi uma espécie de serpente que viveu há cerca de entre 60 e 58 milhões de anos, no período Paleoceno, nas florestas tropicais da América do Sul. Trata-se da única espécie incluída no gênero Titanoboa.  Através da comparação do tamanho e da forma das suas vértebras fossilizadas com aquelas das cobras atuais, os investigadores estimam que medisse cerca de 13 metros de comprimento e tivesse uma massa de 1135 kg. Foram encontrados fósseis de 28 indivíduos desta espécie nas minas de carvão de Cerrejón, Colômbia no início de 2009. Antes desta descoberta, eram poucos os fósseis de vertebrados deste período descobertos nos antigos ambientes tropicais da América do Sul. Acredita-se que a temperatura do habitat da Titanoboa cerrejonensis tivesse uma temperatura entre 30 e 34 ºC, estimativa consistente com a hipótese de que havia uma grande concentração de gás carbônico atmosférico nos trópicos do Paleoceno.